# Kuyucuk, Arpaçay
Kuyucuk là một xã thuộc huyện Arpaçay, tỉnh Kars, Thổ Nhĩ Kỳ. Dân số thời điểm năm 2010 là 307 người.